# Franz von Walsegg
Franz de Paula Anton Reichsgraf von Walsegg (auch Wallsegg) (* 16. Jänner 1763 in Stuppach bei Gloggnitz/Niederösterreich; † 11. November 1827 in Stuppach) war ein österreichischer Adliger und Grundbesitzer. Er ist heute vor allem deshalb bekannt, weil er Wolfgang Amadeus Mozart mit der Komposition des Requiem (KV 626) beauftragte.

## Leben
Franz de Paula Anton von Walsegg war der Sohn des Franz Anton Joseph Reichsgraf von Walsegg (* 24. Jänner 1733 in Wien; † 11. Jänner 1786 ebenda) und dessen Ehefrau Maria, geborener Reichsgräfin von Lamberg-Sprinzenstein (* 24. April 1736; † 13. Jänner 1782).

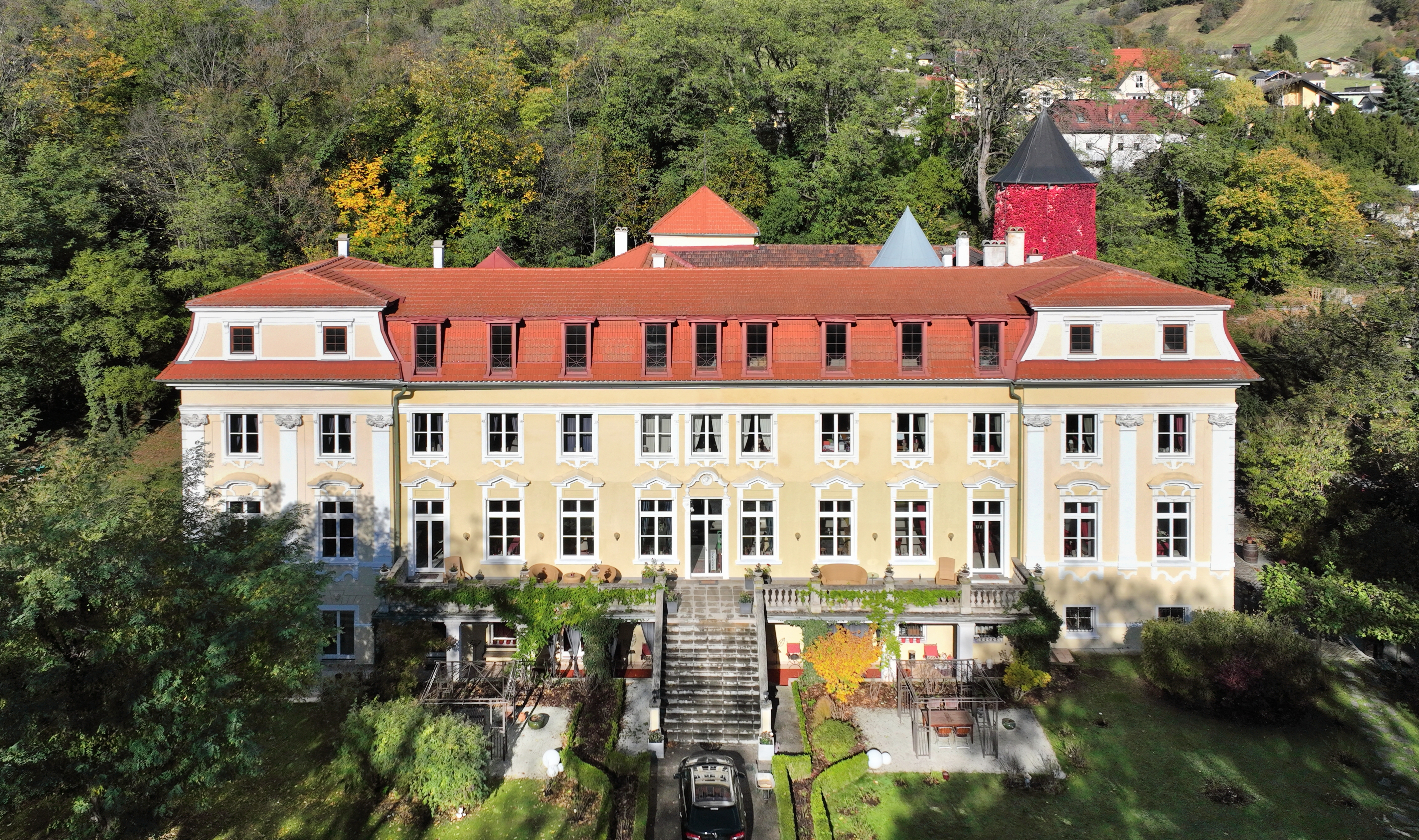
Schloss Stuppach, Niederösterreich

Walsegg trat 1782 in die habsburgische Armee ein und wurde 1785 im Infanterieregiment Nr. 24 zum Fähnrich befördert. Nach dem Tod seines Vaters wurde er 1786 Besitzer mehrerer Grundherrschaften, darunter Schottwien, Klamm, Stuppach, Pottschach, Ziegersberg und Tribuswinkel. Er betrieb v. a. Land- und Forstwirtschaft, dazu Gipsbrüche im Semmeringgebiet und Gipswerke in Schottwien. Diese Unternehmungen brachten ihm aufgrund der großen Nachfrage nach Stuck, der vermutlich in Stuppach hergestellt wurde, großen Wohlstand ein. Graf Walsegg besaß außerdem ein Stadtpalais in Wien.
1787 schloss Franz von Walsegg die Ehe mit Maria Anna Prenner Edlen von Flammberg (* 15. September 1770 in Unterfellabrunn) und verlegte seinen Hauptwohnsitz auf Schloss Stuppach.
Als enthusiastischer Musik- und Theaterliebhaber, der sich auch als Komponist versuchte, veranstaltete Franz von Walsegg zweimal wöchentlich private Kammermusikkonzerte für Freunde und Bekannte, bei denen er selbst als Cellist und Flötist mitwirkte. Sonntags lud er seine Gäste zu Theateraufführungen, bei denen auch seine Ehefrau und deren Schwester mitspielten.

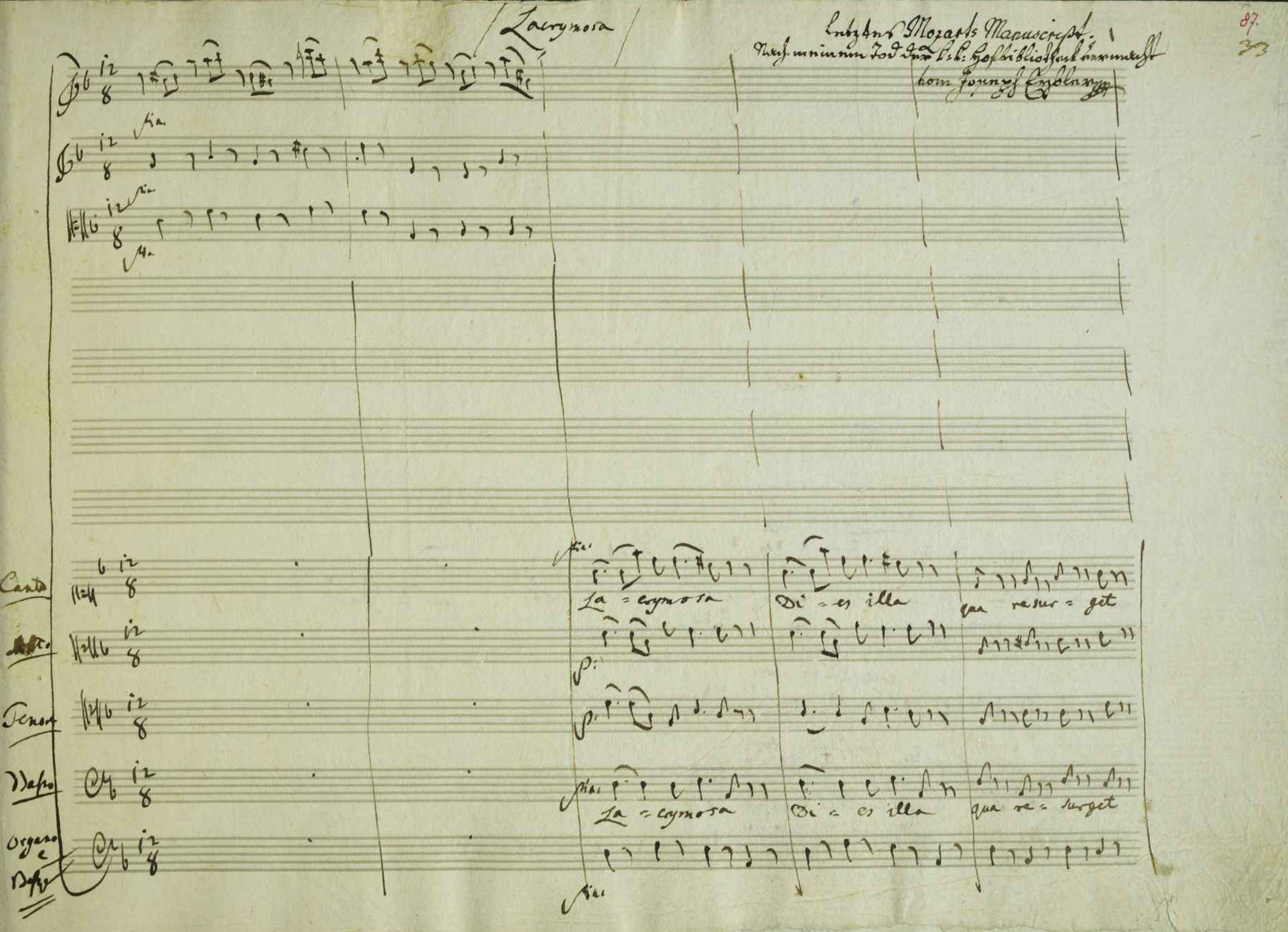
Manuskript des Requiem von Wolfgang Amadeus Mozart (letzte Seite).

Walseggs Frau Maria Anna starb am 14. Februar 1791 im Alter von 20 Jahren auf Schloss Stuppach und wurde in der Walsegg’schen Familiengruft der Pfarrkirche Schottwien beigesetzt. Nach dem Tod seiner Frau ließ Franz von Walsegg ein Grabmonument von Johann Martin Fischer nach einem Entwurf des Architekten Benedikt Henrici am linken Schwarza-Ufer in der Stuppacher Au errichten. Ebenfalls 1791 verkaufte er sein Stadtpalais in Wien an den Großhändler und Medikamentenlieferanten Franz Wilhelm Natorp.
Für das Jahresgedächtnis zum Tode seiner Frau  beauftragte Franz von Walsegg anonym über einen Mittelsmann Wolfgang Amadeus Mozart mit der Komposition des Requiem (KV 626), um es als sein eigenes Werk auszugeben. Nach dem Bericht des damaligen Lehrers an der Patronatsschule des Grafen in Klamm und späteren Chorregenten in Wiener Neustadt, Anton Herzog, führte Graf Walsegg das Stück am 14. Dezember 1793 unter seinem Namen im Neukloster in Wiener Neustadt auf. Zuvor aber hatte das Requiem ohne Wissen des Grafen bereits am 2. Januar 1793 im Jahn'schen Saal in Wien seine Uraufführung erlebt.

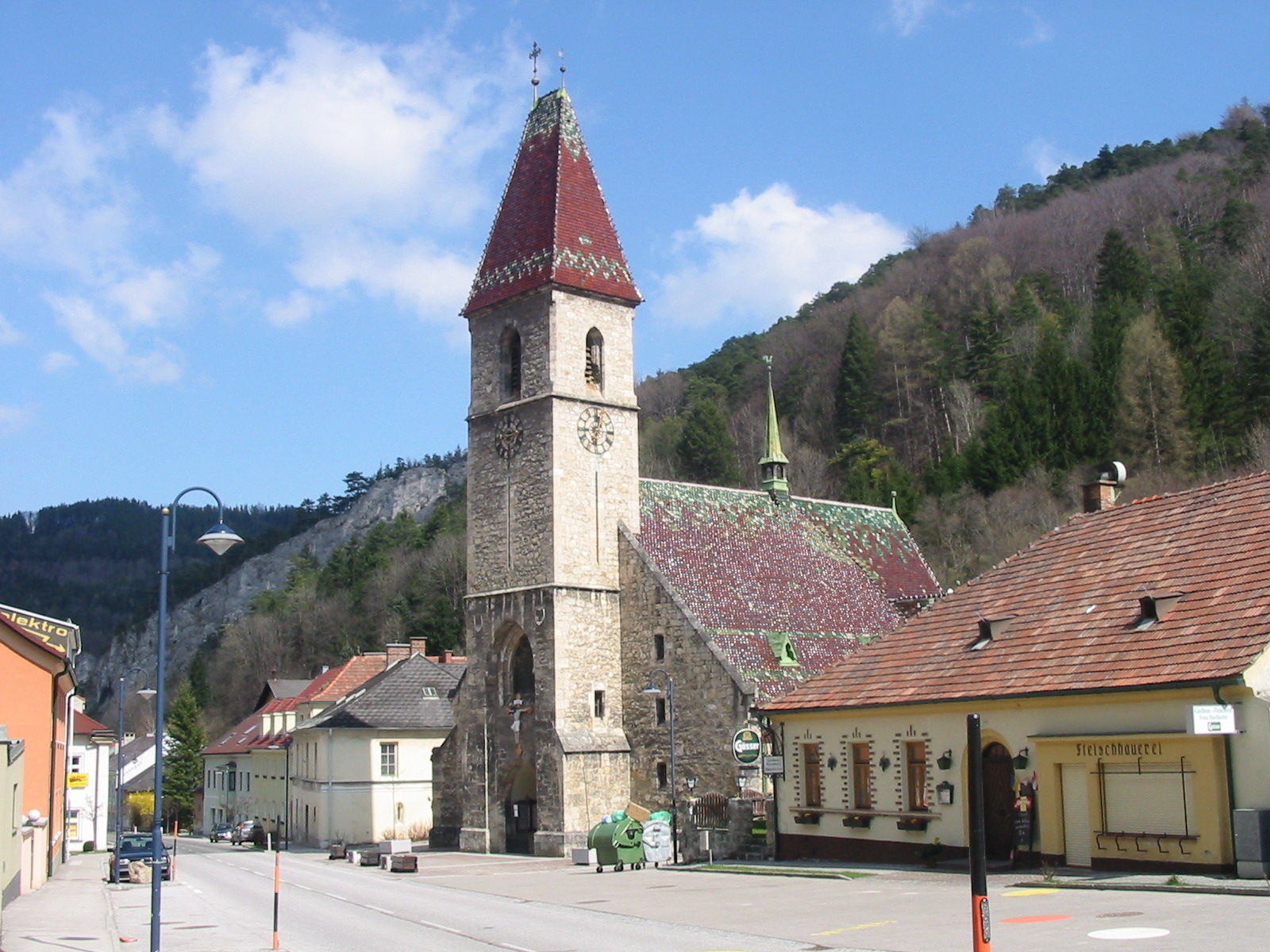
Pfarrkirche Schottwien, in der Franz von Walsegg und seine Gemahlin begraben sind.

Franz von Walsegg starb am 11. November 1827 auf Schloss Stuppach, womit auch das Geschlecht der Reichsgrafen von Walsegg erlosch. Er wurde in der Walsegg'schen Familiengruft der Pfarrkirche Schottwien beigesetzt.

## Name
Franz von Walsegg wird in der Mozart-Literatur häufig als Walsegg-Stuppach bezeichnet, Stuppach ist jedoch lediglich eine Besitz- bzw. Ortsbezeichnung („auf Stuppach“) und kein eigentlicher Namensbestandteil. Dieser nicht authentische Name basiert möglicherweise auf einer Verwechslung mit dem Namen Wurmbrand-Stuppach.